# Décision à la majorité
Une décision à la majorité (Majority decision ; MD) est un critère de victoire dans de nombreux sports de combat et de contact tel que la boxe, le kick-boxing, le muay-thaï, le MMA ainsi que d'autres sports impliquant la frappe. Dans une décision à la majorité, deux des trois jurés s'accordent sur le vainqueur ayant remporté le combat, tandis que le troisième juré indique qu'aucun participant n'a gagné (autrement dit, un "match nul").
En boxe, chacun des trois jurés attribue un score (tour après tour) aux combattants. Si tous les tours prévus sont terminés (c'est-à-dire, aucun KO (y compris technique)), chaque juré additionne les points pour tous les tours. Si le même combattant marque davantage de points que l'autre sur les feuilles de scores des deux jurés, mais que le troisième juré compta le même nombre de points pour les deux combattants (un match nul), la victoire officielle est remise au combattant convenu (par une « majorité » de 2 contre 1). Si tous les jurés décrètent le même boxeur, la décision est mentionnée comme décision unanime.
La décision à la majorité est souvent confondue avec la décision partagée, alors qu'elles sont différentes. Une décision partagée se présente lorsque deux jurés se décident sur le même combattant comme étant le vainqueur, tandis que le troisième juré décide que le boxeur adversaire a gagné. Lors de rares occasions, deux jurés votent en faveur d'un match nul tandis que le troisième désigne un vainqueur - il s'agit d'un match nul majoritaire.

## Exemples notables
| Date              | Combat                                                   | Feuilles de scores | Feuilles de scores | Feuilles de scores | Source |
| ----------------- | -------------------------------------------------------- | ------------------ | ------------------ | ------------------ | ------ |
| 6 novembre 1993   | Riddick Bowe contre Evander Holyfield (2e rencontre)     | 115–113 Holyfield  | 115–114 Holyfield  | 114–114            | [ 2 ]  |
| 22 avril 1994     | Evander Holyfield contre Michael Moorer                  | 116–112 Moorer     | 115–114 Moorer     | 114–114            | [ 3 ]  |
| 10 mai 1996       | Lennox Lewis contre Ray Mercer                           | 96–94 Lewis        | 96–95 Lewis        | 95–95              | [ 4 ]  |
| 8 novembre 2003   | Roy Jones Jr. contre Antonio Tarver                      | 117–111 Jones      | 116–112 Jones      | 114–114            | [ 5 ]  |
| 20 décembre 2008  | Nikolai Valuev contre Evander Holyfield                  | 116–112 Valuev     | 115–114 Valuev     | 114–114            | [ 6 ]  |
| 12 novembre 2011  | Manny Pacquiao contre Juan Manuel Márquez (3e rencontre) | 116–112 Pacquiao   | 115–113 Pacquiao   | 114–114            | [ 7 ]  |
| 14 septembre 2013 | Floyd Mayweather Jr. contre Canelo Álvarez               | 117–111 Mayweather | 116–112 Mayweather | 114–114            | [ 8 ]  |
| 3 mai 2014        | Floyd Mayweather Jr. contre Marcos Maidana               | 117–111 Mayweather | 116–112 Mayweather | 114–114            | [ 9 ]  |
| 21 juin 2014      | Vasyl Lomachenko contre Gary Russell Jr.                 | 116–112 Lomachenko | 116–112 Lomachenko | 114-114            | [ 10 ] |
| 16 août 2014      | Shawn Porter contre Kell Brook                           | 117–111 Brook      | 116–112 Brook      | 114-114            | [ 11 ] |
| 20 août 2016      | Nate Diaz contre McGregor (2e rencontre)                 | 48–47 McGregor     | 48–47 McGregor     | 47–47              | [ 12 ] |
| 10 décembre 2016  | Joseph Parker contre Andy Ruiz Jr.                       | 115–113 Parker     | 115–113 Parker     | 114-114            | [ 13 ] |
| 16 septembre 2018 | Canelo Álvarez contre Gennady Golovkin (2e rencontre)    | 115–113 Álvarez    | 115–113 Álvarez    | 114-114            | [ 14 ] |
| 27 janvier 2018   | Oleksandr Usyk contre Mairis Briedis                     | 115–113 Usyk       | 115–113 Usyk       | 114-114            | [ 15 ] |
| 18 mars 2023      | Edwards contre Usman (3e rencontre)                      | 48–46 Edwards      | 48-46 Edwards      | 47-47              | [ 16 ] |
| 20 avril 2024     | Devin Haney contre Ryan Garcia                           | 115–109 Garcia     | 114–110 Garcia     | 112–112            |        |
| 12 octobre 2024   | Artur Beterbiev contre Dmitry Bivol                      | 116–112 Beterbiev  | 115–113 Beterbiev  | 114-114            |        |
| 22 février 2025   | Artur Beterbiev contre Dmitry Bivol (2e rencontre)       | 116–112 Bivol      | 115–113 Bivol      | 114-114            | [ 17 ] |